# 西藏路桥

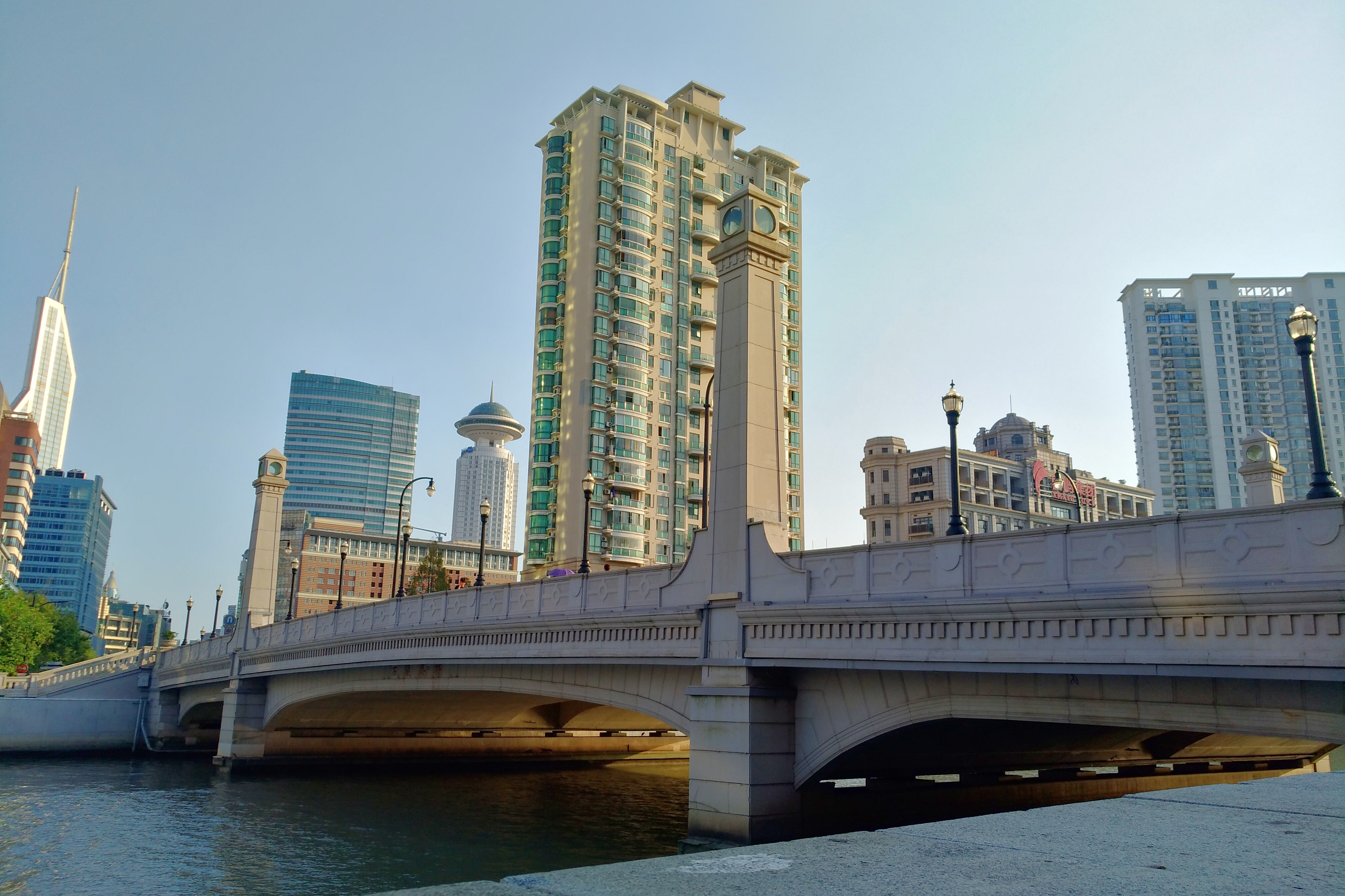

西藏路桥，也称新垃圾桥，是中国上海市苏州河上的一座桥梁，南接西藏中路，北接西藏北路，南起北京东路，北至蒙古路。著名的四行仓库即位于该桥北端的晋元路上。
该桥所在地曾有一座东西向木桥，清咸丰三年(1853年)，为跨西藏路西侧泥城浜的一座木桥，名为“北泥城桥”，时泥城浜上尚有中、南两座木桥，1899年泥城浜被公共租界填为路后，中、南两桥随之而废。北桥被工部局拆除后，原址改为修建跨苏州河的木桥，常被误称为泥城桥。
1922年，工部局又拆除木桥，改建为混凝土桥。1937年，国民革命军四行仓库保卫战通过该桥撤退至上海公共租界。1942年，改称为“西藏路桥”。后该桥经过多次翻修，但仍不能满足上海交通需求。2002年，上海市人民政府决定拆除老桥，在原址重建新桥。该工程于2004年完工，桥面宽度由原来的18.68米增加到33米。